# Shining in the Darkness
Shining in the Darkness – gra RPG stworzona przez Climax Entertainment oraz Sonic! Software Planning w 1991 roku. Była jedną z pierwszych gier RPG na tę platformę. Jest pierwszą grą z popularnej serii Shining Force wychodzącej później między innymi na platformy firmy Sega, Game Boy Advance oraz PlayStation 2. W 2007 roku wydano ją ponownie na konsoli Wii (Virtual Console). W dystrybucji cyfrowej trafiła również na Steam i Dotemu. Gra jest również umieszczona w kompilacji Sonic’s Ultimate Genesis Collection wydanej na platformy Xbox 360 oraz PlayStation 3.

## Rozgrywka
Shining in a Darkness jest grą RPG z elementami dungeon crawlera. Gracz wciela się w postać głównego bohatera i jego dwóch przyjaciół – Pyry i Milo i eksploruje trójwymiarowe labirynty – w perspektywie pierwszej osoby i z możliwością obracania się co 90 stopni. Gra polega również na walce z losowymi przeciwnikami oraz bossami. Turowy system walki jest podobny do innych gier RPG z tego okresu (np. Dragon Quest). Wszystkie postacie w trakcie gry zdobywają nowe poziomy, czyniące ich bardziej wytrzymałymi i silniejszymi.
Dodatkowo, w każdym labiryncie znajdują się trzy osoby potrzebujące pomocy. Ratowanie ich nie jest wymagane, ale wpływa na fabułę gry. Poza labiryntem gracz może odwiedzić miasto czy zamek, po to, by kupić nowy ekwipunek, porozmawiać z niezależnymi postaciami.

## Fabuła
Gra jest osadzona w królestwie Thornwood. Córka króla, oraz ojciec głównego bohatera zaginęli, podczas gdy zły czarodziej Dark Sol zagraża królestwu. Główny bohater ma za zadanie odnaleźć Broń Światła, uratować księżniczkę oraz ojca i powstrzymać czarnoksiężnika.

## Kontynuacja w serii
W grze Shining Force Gaiden: Final Conflict, gracz się dowiaduje że rodzicami Mephisto (Dark Sola w angielskiej wersji gry) są Darksol oraz jego największa zwolenniczka Mishaela, czyli główni przeciwnicy gry Shining Force I. Po pokonaniu Darksola dziecko zostało zabrane przez Oddeye'a – jednego z diabłów największego wroga Darksola – Zeona.

## Tłumaczenie
Angielska wersja gry ma zmienione imię czarnoksiężnika Mephisto na Dark Sol, co wprowadziło zamieszanie wśród graczy, ponieważ to imię jest prawie identyczne do imienia ojca Mephisto – Darksola. Niektóre postacie też mają zmienione imiona, a królestwo w którym ma miejsce akcja, Stormsong zmieniono na Thornwood.

## Znaczenie gry
Shining in the Darkness jest uważana przez wielu graczy za pionierską grę jRPG, zwłaszcza w Europie, gdyż tam pierwsza gra z jednej z najbardziej popularnych serii gier – Final Fantasy będzie miała premierę dopiero sześć lat po tej. Tytuł ten rozpoczął również serię gier Shining Force, w której skład dziś wchodzi ponad 20 gier oraz serial animowany.